# Farallon de Medinilla
Farallon de Medinilla is een Oceanisch eiland, onderdeel van de regio Micronesië. Staatkundig gezien is het eiland een onderdeel van het Amerikaanse gebiedsdeel Noordelijke Marianen in de Grote Oceaan. Het is een van de toppen van vijftien vulkanische bergen die de eilandengroep de Marianen vormen. Farallon de Medinilla ligt ten noorden van het eiland Saipan en ten zuiden van het eiland Anatahan.
Farallon de Medinilla heeft een oppervlakte van 0,9 km² en het hoogste punt is 81 m. Het uiterste zuiden van het eiland ligt op de 16e breedtegraad noord.
Het eiland wordt al lang door de Amerikaanse marine en luchtmacht gebruikt om bommen te testen. In 2002 werden de tests tijdelijk verboden om vogels die op het eiland leven te beschermen. In 2012 werden de tests voortgezet.

## Flora en fauna
Pteropus mariannus, een vleermuis, is er als fossiel bekend.